# أليكسي كوروباتكين
أليكسي نيكولايفيتش كوروباتكين (الروسية: Алексей Николаевич Куропаткин) (بالروسية: Алексе́й Никола́евич Куропа́ткин، 29 مارس، 1848-16 يناير، 1925) وزير الحرب الإمبراطوري الروسي منذ عام 1898 حتى عام 1904، وكان غالبًا المسؤول عن أكبر الهزائم التي مُنيت بها الإمبراطورية الروسية في الحرب الروسية اليابانية، وأبرزها معركة موكدن ومعركة لياويانغ.

## السيرة الذاتية

### نشأته
ولد كوروباكتين في عام 1848 في خولم ييزد، بسكوف أوبلاست، في الإمبراطورية الروسية. ينحدر والده -نقيب متقاعد من الجيش- من طبقة النبلاء. تلقى تعليمه في مدرسة فيلق كاديت وكلية بافلوفسك(باول) العسكرية، دخل كورتوباتكين إلى الجيش في عام 1864. في 8 أغسطس، 1866، ترقّى إلى رتبة ملازم في كتيبة مشاة تركستان الأولى، وشارك في غزو بخارى، واقتحام سمرقند ومعارك أخرى في الغزو الروسي لتركستان. ترقى إلى رتبة رائد في شهر أغسطس 1870.
منذ عام 1872 حتى عام 1874، درس كوروباتكين في أكاديمية نيقولاس للأركان العامة، أُرسل بعد ذلك بوصفه ملحقًا عسكريًا إلى برلين وباريس، ليكمل دراسته العسكرية، ومع القوات الفرنسية في الجزائر مرافقًا لرحلة استكشافية إلى الصحراء الكبرى. عاد إلى روسيا في أواخر عام 1875، إذ عُيّن في منطقة تركستان العسكرية. مُنح وسام القديس جورج (الدرجة الرابعة) بسبب دوره في الغزو الروسي لمدينة قوقند.
في الفترة بين 1875-1876، أُرسل في بعثة دبلوماسية لدى الملك يعقوب بيك (حاكم كاشغر) من أجل مشاكل مطالبات الحدود الروسية في وادي فرغانة.
منذ شهر سبتمبر عام 1877 حتى شهر سبتمبر عام 1878، كان رئيس أركان فرقة المشاة السادسة عشر. في شهر أغسطس عام 1879، كان قائدًا لكتيبة البنادق التركستانية. في شهر ديسمبر عام 1880، قام وهو وخمسة من زملائه بمسيرة استمرت مدة ثمانية عشر يومًا على امتداد 500 ميل من الصحراء من أجل الانضمام إلى غزو اللواء ميخائيل سكوبيليف لتركمانستان. وكان كوروباتكين قد قاد الهجوم الرئيسي في معركة غيوك تيبي في الرابع والعشرين من يناير، 1888. نال وسام القديس جورج (الدرجة الثالثة) عن فوزه في المعركة. كتب بعد الحرب تاريخًا مفصلًا ودقيقًا عن العمليات التي حظيت بتقدير كبير.
خلال ثمانينيات القرن التاسع عشر، خدم كوروباتكين قائدًا لكتيبة بنادق تركستان على الحدود الجنوبية الشرقية. ترقّى إلى رتبة لواء في 29 يناير، 1882. انضم إلى هيئة الأركان العامة في السنة التالية وترقى إلى رتبة ملازم في عام 1890.
منذ عام 1890 حتى عام 1898، كان كوروباتكين حاكمًا لمنطقة ترانساسبيان في آسيا الوسطى، الواقعة في أسخاباد (عشق آباد). خلال فترة ولايته، كان معروفًا بأنه طور التجارة والزراعة والمدن في منطقة كانت معروفة سابقًا بالاسترقاق وقطع الطرق المتفشي فيها. أسس نظامًا مدرسيًا وقضائيًا محليًا، وشجع على تسوية أوضاع المستوطنين من المقاطعات الداخلية في الامبراطورية الروسية.
في عام 1895 مُنح كوروباتكين البعثة الروسية الاستثنائية التي أُطلق عليها اسم السفارة الاستثنائية إلى بلاد فارس من أجل إعلان اعتلاء نيقولا الثاني العرش. كان أحد أعضاء البعثة بافل بياسيتسكي، الذي رسم لاحقًا لوحته الشهيرة لبلاد فارس موضحًا فيها الطريق من بندر أنزلي إلى طهران.

### وزيرًا للحربية
في عام 1898، عاد كوروباتكين إلى سانت بطرسبرغ وعُين وزيرًا حربيًا. كان اهتمامه الأول هو تحسين البنية القيادية للجيش، إضافة إلى الظروف الجليدية لضباطه. شملت إصلاحاته تدابير لتجديد الجيش من خلال وضع حد عمري لصف الضباط والمرشحين لشغل المناصب العليا، ومن خلال زيادة فترة ندب الضباط من الأركان العامة إلى الوحدات القتالية. حاول تحسين نوعية الضباط من خلال زيادة برنامج التدريب العسكري للمتدربين من عامين إلى ثلاثة أعوام، ومن خلال فتح سبع مدارس عسكرية للمتدربين. إضافة إلى زيادة وتيرة مناورات التدريب.
لكن وفيما يتعلق بالرتب الأدنى فإن إصلاحات كوروباتكين كانت قصيرة. بينما كان على دراية بالمستويات الرديئة للطعام والملابس والسكن، فإنه كان غير قادر على تأمين الاحتياجات الضرورية من أجل التحسينات، لذا اقتصرت نشاطاته على رفع المعنويات عبر زيادة استخدام القساوسة المُلحقين، وإلغاء العقوبة البدنية، وتحسين المطابخ الميدانية.

### الحرب الروسية اليابانية
شارك كوروباتكين في المفاوضات مع الامبراطورية اليابانية قبل اندلاع الحرب الروسية اليابانية في عام 1904. لم يدعم النزاع المسلح مع اليابان وكان معارضًا لدائرة بيزوبرازوف. أصبحت وجهات نظره أكثر حزمًا بعد زيارته إلى اليابان في يونيو 1903.
كان لكوروباكتين دور كبير في فشل القوات الروسية البرية خلال الحرب. على الرغم من أن الاساس المنطقي الذي استند إليه في نهجه العسكري كان شن حرب استنزاف وتجنب الهجوم إلى أن أحضرت السكة الحديدية العابرة لسيبيريا القوات والعتاد الكافي، غير أن حذره وتردده أثّر بشكل كبير على تكرار الهزائم الروسية. يعتبر المؤرخون العسكريون تردده وعجزه التنظيمي في توجيه العمليات العسكرية واسعة النطاق عنصرًا رئيسيًا في الهزيمة الروسية.
بعد الهزيمة الروسية في معركة موكدين، أُعفي كوروباتكين من القيادة وسلم منصبه إلى نيكولاي لينفيتش، وهو القائد السابق لجيش منشوريا الأول. لكنه أصر على البقاء في المواجهة وأُذن له بتولي منصب لينفيتش الوظيفي السابق.
في عام 1906، عقب نهاية الحرب اليابانية الروسية، عمل كوروباتكين عضوًا في مجلس دولة الإمبراطورية الروسية. لكن في عام 1907 تقاعد عائدًا إلى منزله الريفي، وكتب دفاعه الخاص ولكن الصريح، والذي نُشر في عدة كتبٍ وبعدة لغات. قيل أن الحكومة الروسية صادرت التاريخ الذي كتبه عنه.

## روابط خارجية
- أليكسي كوروباتكين على موقع الموسوعة البريطانية (الإنجليزية)